# Mario Suárez
Pour les articles homonymes, voir Suárez.
Mario Suárez Mata, né le 24 février 1987 à Alcobendas, est un footballeur international espagnol, évoluant au poste de milieu défensif.

## Biographie
Le 22 juillet 2015, il rejoint l'AC Fiorentina dans le cadre du transfert de Stefan Savic à l'Atlético Madrid.
Le 30 janvier 2016, quelques jours avant la fermeture du mercato hivernal, il rejoint le club anglais de Watford FC pour un montant de 5 millions d'euros alors qu'il était notamment courtisé par l'Olympique de Marseille.
Le 2 octobre 2023, il met fin à sa carrière professionnelle au Rayo Vallecano à 36 ans.

## Palmarès

### Club
- Real Valladolid
  - Vainqueur de la Liga Adelante : 2007
- Atlético Madrid
  - Vainqueur de la Coupe d'Espagne : 2013
  - Championnat d'Espagne : 2014
  - Vainqueur de la Supercoupe d'Espagne : 2014

### Équipe nationale
- Espagne
  - Vainqueur du Champion d'Europe des moins de 19 ans : 2006